# Зарубін Іван Кіндратович
Іван Кіндратович Зарубін (* квітень 1835, с. Биконово, Обоянський повіт, Курська губернія — † 24 (11) березня 1904, Харків) — російський та український хірург, заслужений професор госпітальної хірургічної клініки при Харківському університеті.

## З життєпису
Народився в родині землеробів. В Курській чоловічій гімназії отримав середню освіту, у 1853 році без здачі іспитів зарахований до Харківського університету на медичний факультет. 1858 року закінчив курс із залишенням при госпітальній хірургічній клініці професора П. А. Нарановича ординатором. 1861 року захищає дисертацію «Про органічне відновлення нижньої губи», доктор медичних наук.
Того ж року при університеті з подачі професорів Вільгельма Федоровича Грубе, Владислава Андрійовича Франковського та Семена Григоровича Риндовського при Харківському медичному товаристві засновано медичну бібліотеку; першим скарбником товариства і бібліотекарем призначений І. К. Зарубін.
У 1862 році затверджений при кафедрі хірургії ад'юнктом та відряджений на два роки для стажування за кордон, де працював під керівництвом М. І. Пирогова. Протягом того року Харківське наукове товариство на медичну бібліотеку виділило 40 % всього бюджету.
З 1863 року працює на кафедрі теоретичної хірургії (зараз кафедра загальної хірургії № 2 ХНМУ) як екстраординарний, починаючи з 1865 року — ординарний професор.
Очолював кафедру теоретичної хірургії з 1863 по 1884 рік. Кафедра розширювалась: були приєднані офтальмологія з клінікою, вчення про сифілітичні хвороби і про хвороби сечостатевих органів. Іван Кіндратійович перший в Україні почав читати курс урології. Читав лекції з офтальмології, десмургії, венеричних хвороб, сечостатевих хвороб, курсу хвороб живота. Створив кабінет хірургічної патології. По ньому кафедру очолив професор Максим Семенович Суботін.
І. К. Зарубін виконував обов'язки декана, на цій посаді намагався засновувати госпітальні клініки при університеті. Отримав згоду Харківського громадського управління на заснування терапевтичної та хірургічної практики в Олександрівській лікарні (зараз Клініка репродуктивної медицини ім. академіка В. І. Грищенка «Імплант»).
Ініціював облаштування лікарні прибуваючих бідних хворих, яка отримала широкий розвиток.
1882 року обійняв посаду завідувача кафедри госпітальної хірургічної практики.
Навесні 1889 року відсвяткував 30 років служби та у зв'язку з цим одержав звання заслуженого професора і був призначений директором госпітальної хірургічної клініки довічно.
У 1894 році вийшов у відставку.
Похований на Івано-Усікновенському кладовищі.
Заснував у Харкові дві клініки й лікарню.
Батько дерматолога В. І. Зарубіна.
Івану Кіндратійовичу належить понад 20 наукових праць, присвячених різним питанням хірургії: переломам основи черепа, відновленню нижньої губи, аневризмам безіменної артерії, торакоцентезу, гіпертрофії передміхурової залози, гіпоспадії, вогнестрільному пораненню колінного суглоба, проривній виразці підошви та ін Автор посібників з хірургії «Загальна хірургічна патологія» та «Спеціальна хірургічна патологія».

## Наукові праці
- «Про лікування наривів дренажем»,
- «Про вогнепальні поранення головного мозку»,
- «Про підшірне вприскування сулеми»,
- «Про Кисловодськ»,
- «Про саркому грудної клітини»,
- «Про реформу терапії підшкірних переломів».